# Pterigynandraceae
Pterigynandraceae ist eine Familie der Moos-Ordnung Hypnales.

## Merkmale
Die auf Gestein oder epiphytisch wachsenden Pflanzen sind klein bis mittelgroß, die Stämmchen meist kriechend und unregelmäßig bis fiedrig verzweigt, die Äste oft gebogen. Der Stämmchenquerschnitt weist keinen Zentralstrang auf. Pseudoparaphyllien sind teilweise vorhanden. Die Blätter sind oval und stachelspitzig bis lang zugespitzt, die Blattränder fast ganzrandig bis gezähnt, die Blattrippe doppelt oder einfach und in der Regel kurz. Die Blattzellen sind linealisch bis rhombisch, die Blattflügelzellen differenziert.
Die Arten sind diözisch. Der Sporophyt besitzt eine längliche, glatte Seta und eine aufrechte oder geneigte, zylindrische Kapsel mit vollständigem oder reduziertem Peristom.

## Systematik
Die Familie Pterigynandraceae war (ebenso wie Anomodontaceae) früher Teil der Familie Thuidiaceae und wurde erst in jüngerer Zeit von dieser abgetrennt.

## Gattungen
Weltweit gibt es 2 zur Familie gehörende Gattungen:
- Pterigynandrum mit 2 Arten
- Trachyphyllum mit 7 Arten, pantropisch verbreitet

In Europa ist die Familie nur mit der einen Art Pterigynandrum filiforme vertreten.